# وارويك (أستراليا)
وارويك هي بلدة، في أستراليا، تقع في كوينزلاند، هي عاصمة Southern Downs Region ‏، بلغ عدد سكانها 12,222  نسمة وذلك حسب إحصائيات سنة 2016، رمزها البريدي هو 4370.

## المناخ
يظهر الجدول التالي التغييرات المناخية على مدار السنة لوارويك:
| البيانات المناخية لـوارويك        | البيانات المناخية لـوارويك | البيانات المناخية لـوارويك | البيانات المناخية لـوارويك | البيانات المناخية لـوارويك | البيانات المناخية لـوارويك | البيانات المناخية لـوارويك | البيانات المناخية لـوارويك | البيانات المناخية لـوارويك | البيانات المناخية لـوارويك | البيانات المناخية لـوارويك | البيانات المناخية لـوارويك | البيانات المناخية لـوارويك | البيانات المناخية لـوارويك |
| الشهر                             | يناير                      | فبراير                     | مارس                       | أبريل                      | مايو                       | يونيو                      | يوليو                      | أغسطس                      | سبتمبر                     | أكتوبر                     | نوفمبر                     | ديسمبر                     | المعدل السنوي              |
| --------------------------------- | -------------------------- | -------------------------- | -------------------------- | -------------------------- | -------------------------- | -------------------------- | -------------------------- | -------------------------- | -------------------------- | -------------------------- | -------------------------- | -------------------------- | -------------------------- |
| الدرجة القصوى °م (°ف)             | 40.9 (105.6)               | 42.2 (108.0)               | 37.2 (99.0)                | 33.3 (91.9)                | 29.7 (85.5)                | 27.3 (81.1)                | 26.0 (78.8)                | 33.0 (91.4)                | 36.6 (97.9)                | 38.5 (101.3)               | 39.8 (103.6)               | 40.4 (104.7)               | 42.2 (108.0)               |
| متوسط درجة الحرارة الكبرى °م (°ف) | 30.1 (86.2)                | 29.3 (84.7)                | 27.5 (81.5)                | 24.9 (76.8)                | 21.0 (69.8)                | 18.3 (64.9)                | 17.9 (64.2)                | 20.0 (68.0)                | 23.6 (74.5)                | 25.8 (78.4)                | 27.6 (81.7)                | 29.1 (84.4)                | 24.6 (76.3)                |
| متوسط درجة الحرارة الصغرى °م (°ف) | 17.0 (62.6)                | 17.0 (62.6)                | 14.9 (58.8)                | 11.3 (52.3)                | 6.7 (44.1)                 | 4.8 (40.6)                 | 3.1 (37.6)                 | 3.1 (37.6)                 | 7.1 (44.8)                 | 10.4 (50.7)                | 13.7 (56.7)                | 15.8 (60.4)                | 10.4 (50.7)                |
| أدنى درجة حرارة °م (°ف)           | 9.6 (49.3)                 | 7.9 (46.2)                 | 2.9 (37.2)                 | −1.8 (28.8)                | −4.7 (23.5)                | −7.0 (19.4)                | −7.7 (18.1)                | −6.3 (20.7)                | −3.8 (25.2)                | 0.9 (33.6)                 | 1.9 (35.4)                 | 6.5 (43.7)                 | −7.7 (18.1)                |
| الهطول مم (إنش)                   | 82.7 (3.26)                | 64.7 (2.55)                | 62.6 (2.46)                | 31.5 (1.24)                | 40.5 (1.59)                | 36.8 (1.45)                | 27.2 (1.07)                | 23.2 (0.91)                | 36.0 (1.42)                | 73.9 (2.91)                | 90.2 (3.55)                | 101.9 (4.01)               | 670.4 (26.39)              |
| متوسط أيام هطول الأمطار           | 8.8                        | 8.8                        | 8.6                        | 7.3                        | 7.9                        | 9.2                        | 7.7                        | 5.7                        | 6.6                        | 8.3                        | 10.0                       | 10.5                       | 99.5                       |
| متوسط الرطوبة النسبية (%)         | 47                         | 50                         | 47                         | 46                         | 47                         | 50                         | 44                         | 38                         | 36                         | 38                         | 44                         | 43                         | 44                         |
| ساعات سطوع الشمس الشهرية          | 241.8                      | 193.2                      | 220.1                      | 234                        | 217                        | 183                        | 223.2                      | 241.8                      | 252                        | 235.6                      | 225                        | 241.8                      | 2٬708٫5                    |
| المصدر: Bureau of Meteorology     |                            |                            |                            |                            |                            |                            |                            |                            |                            |                            |                            |                            |                            |

## أعلام
- بول نيفيل
- دين باتلر
- تشارلز شوفيل
- آنا بليغ
- أدريان بيكرينج
- سانت جورج ريتشارد غور
- جيمس مورغان